# Tuttist
Als Tuttist (zu italienisch tutti ‚alle‘, Gegenteil von Solist) wird in der klassischen Musik ein Musiker bezeichnet, der mit andern zusammen in einer Stimmgruppe spielt oder singt, also nicht solistisch tätig ist. Im modernen Symphonieorchester betrifft dies fast ausschließlich Streicher. Eine andere Bezeichnung ist Ripienist.
Wegen der mutmaßlich undankbaren Aufgabe, nie solistisch zu spielen, und der etwas schlechteren Bezahlung hat sich im Musiker-Jargon auch die scherzhafte Schmähbezeichnung „Tuttischwein“ für Tuttisten herausgebildet.